# Каонга, Эстон
Эстон Каонга (англ. Eston Kaonga; род. 22 февраля 1948) — малавийский легкоатлет, выступавший в беге на короткие дистанции. Участник летних Олимпийских игр 1972 года.

## Биография
Эстон Каонга родился 22 февраля 1948 года.
В 1972 году вошёл в состав сборной Малави на летних Олимпийских играх в Мюнхене. В беге на 200 метров занял в забеге 1/8 финала последнее, 6-е место, показав результат 22,18 секунды и уступив 0,89 секунды попавшему в четвертьфинал с 4-го места Омару Чокмане из Марокко.
В 1974 году участвовал в Играх Британского Содружества наций в Крайстчёрче. В беге на 100 метров (10,88) и 200 метров (21,87) выбыл в четвертьфинале.
Был рекордсменом Малави в беге на 100 метров (10,2) и 200 метров (21,87).

## Личный рекорд
- Бег на 200 метров — 21,87 (27 января 1974, Крайстчёрч)[4]